# イヴァン・カヴァレイロ
イヴァン・リカルド・ネヴェス・アブレウ・カヴァレイロ（Ivan Ricardo Neves Abreu Cavaleiro 、1993年10月18日 - ）は、ポルトガル共和国リスボン県ヴィラ・フランカ・デ・シーラ出身のプロサッカー選手。ポジションはフォワード。

## クラブ経歴

### ベンフィカ
いくつかのクラブを渡り歩いた後、13歳でSLベンフィカのユースチームに入団。2012－13シーズンからリザーブチームに昇格した。
リザーブチームでの活躍が認められ、2013年10月のタッサ・デ・ポルトガル・CD Cinfãesに出場、決勝ゴールをアシストした。2014年1月のタッサ・ダ・リーガ・レイションイスSC戦で初ゴール。8月、1年間の契約でスペインのデポルティーボ・ラ・コルーニャにレンタル移籍。

### モナコ
2015年7月、ASモナコと5年契約を結んだ。移籍金は1500万ユーロ。UEFAチャンピオンズリーグ予選・BSCヤングボーイズ戦で移籍後初出場&初ゴール。

### ウルヴァーハンプトン
2016年8月、フットボールリーグ・チャンピオンシップのウルヴァーハンプトン・ワンダラーズFCと延長オプション付きの5年契約を結んだ。移籍金は推定700万ポンド。9月10日、バートン・アルビオンFC戦で移籍後初出場。24日のブレントフォードFC戦で初ゴール。

### フラム
2019年7月13日、EFLチャンピオンシップのフラムFCへ1シーズンのみの期限付き移籍をすることが発表された。なお、契約には買い取り可能なオプションが付いている。2020年1月7日、フラムFCに完全移籍し4年半契約を結んだ。
2022年9月、アランヤスポルにレンタル移籍。

## 代表歴
ユース年代からポルトガル代表に選出されており、UEFA U-19欧州選手権2012、2013 FIFA U-20ワールドカップなどに参加した。UEFA U-21欧州選手権2015ではドイツ戦でゴールを挙げるなど準優勝に貢献、自身も大会ベストイレブンに選ばれた。
2014年2月、A代表初招集。3月に行われたカメルーン代表との親善試合でスタメン出場し初キャップを記録。

## タイトル

### クラブ
ベンフィカ
- プリメイラ・リーガ: 2013–14
- タッサ・デ・ポルトガル: 2013–14
- タッサ・ダ・リーガ: 2013–14

ウルヴァーハンプトン・ワンダラーズ
- EFLチャンピオンシップ: 2017-18

フラム
EFLチャンピオンシップ: 2021-22

### 個人
- UEFA U-21欧州選手権2015大会ベストイレブン[20]